# Кричово
Кричово — село в Буштинській селищній громаді Тячівського району Закарпатської області України.

## Назва
У 1995 р. назву села Кричове було змінено на одну літеру.

## Розташування
Останнє село Тячівського району з лівої сторони річки Тереблі. Село межує з селом Драгове Хустського району та з селами Чумалево, Дулово та Колодно Тячівського району. Кричово знаходиться від залізничної станції Буштино за 18 кілометрів та за 28 кілометрів від районного центру. Сільській раді підпорядкований присілок Росош, який знаходиться за 8 кілометрів від села. Поблизу села проходить шосейна дорога Буштино-Драгово-Синевир.

## Населення

### Мова
Розподіл населення за рідною мовою за даними перепису 2001 року:
| Мова            | Кількість | Відсоток |
| --------------- | --------- | -------- |
| українська      | 2702      | 99.23%   |
| російська       | 16        | 0.58%    |
| румунська       | 4         | 0.16%    |
| інші/не вказали | 1         | 0.03%    |
| Усього          | 2723      | 100%     |

## Історія
Вперше село згадується в письмових документах XIV ст. З 1448 р. воно належало феодальній сім'ї Татулів з села Вільхівці. Територія тодішнього села складалася з 12-15 дворів. Двори носили назву садиб. До складу садиби кричівського селянина входила хата розташований паралельно до неї хлівець і колодязь навпроти хати, але ближче до вулиці. Вхід у хату з головного фасаду через високий поріг веде у сіни (коридор), а звідти — праворуч у жиле приміщення, ліворуч у комору. дах на хатах покритий рядами солом'яних снопів. У кожній хаті була піч, дерев'яне ліжко, широкі тесані лавиці, стіл і мисник (ожичник). Одягалися в основному кричівці в одяг із домотканого полотна. На одяг у хаті стояла — скриня-лада. У ладі зберігали повсякденний одяг: вуйош — теплий піджак із дмотканого сукна, гаті — широкі чоловічі полотняні штани, оздоблені ройтами, холошні — штани з домотканого сірого сукна, бунда — кожушок-безрукавка, по всій поверхні майстерно оздоблена вишивкою, чоловічі та жіночі вишиті сорочки, спідниці-свити, фартухи-плати з різнокольоровими стрічками-пангличками. На ноги взували кричівці постоли з натуральної шкіри, які кріпили ремінцями — надтоки — з чорної шкіри або мотузками — волоками — з чорної овечої вовни.
На середину XVI століття село Кричово нараховувало 30-35 дворів. Селяни в основному працювали на землі, використовуючи при цьому виготовлені власноруч сільськогосподарські знаряддя. Найбільше прославилася у цей період сім'я Щефана Стойки. Але точних відомостей про подальшу долю сім'ї ми не маємо.
На 1863 р. с. Кричово нараховувало 83 двори. Село Кричово було об'єднано в одне велике поміщицьке землеволодіння до Колочави. Це землі сіл Чумалево, Драгово, Забродь… Через деякий час ці села відплатилися від великого землевласника, віддавши за ці села — селу Кричово полонини — Магалька, Яворовець, Сигла, Хрест. На 1900—1920 рр. село знаходилося під владою угорців. Головне управління угорської жандармерії знаходилося у Тереблі та Драгові. Угорці, за свідчення жителів села Кричова, поводилися з місцевими жителями дуже строго. За найменшу провину наказували і били. У селі урядував — биров. На цей період 1900—1910 рр. — биров був Стойка Іван, по вуличному Шиминкій, з 1911—1919 рр. Стойка Іван, по-вуличному Іван Щефану. Головна управа на селі називалася — концоларня — канцелярія.
На Першу Світову війну з села Кричово пішли такі чоловіки:
1. Стойка Іван (Шиминкій).
2. Стойка Іван Іванович (Бузма).
3. Стойка Іван Михайлович (Бузма).

## Культові споруди

### Кричівський монастир
Село відоме тим, що тут існував древній монастир, кінця XVII століття. Перша зафіксована в історії згадка про Кричівський монастир сягає кінця XVII століття, а саме — 1696 року. Власне про цю дату, як дату заснування обителі, дізнаємося з відомого в наукових колах документу під загальною назвою «Списаніє Ѽбителей Мараморыскыхъ древле бывшыхъ и нынѣ зостающыхъ». Про початки Кричевського монастиря «Списаніє» повідомляє, що обитель «почалася з дати року 1696 року», її засновником є отець «Петр Стойка парох Кричовскій», який прийнявши чернечий чин в Угольскому монастирі був названий «Петронієм». З часом біля села Кричово він будує собі невелику «колибу», ставить біля неї Хрест і бере благословення від рідного брата, єпископа Іосифа (Стойки) на будівництво у тому місці монастиря «на што єпископ произволилъ». Люди з навколишніх сіл: Кричова, Чумалева, Колодне розчистили місце і на тому полі спочатку була зведена «хыжа в которой и служили», а далі в цій хаті ченці зробили собі в храм «пакъ себѣ Церковъ справили». Документ повідомляє, що з часом, а саме коли було завершено будівництво першого монастирського храму в 1702 році відомий «благодітель» ім'я якого не згадується, але з опису відомо, що він був військовий, і носив прізвище «Корнѣташъ» — дає на храм 200 «нѣмецкыхъ золотыхъ», за що і був з часом у цьому храмі і похоронений.
Документом, який хронологічно є архівним піонером у висвітленні історичного буття обителі є так званий «Список граждан, даровавших свое имущество на строительство Церкви в с. Кричево». Рукопис написаний слов'янською мовою і датується 31.12.1696 р. Документ розпочинається таким текстом: «Миръ чтущимъ сіє! Сей монастыръ почалъся фундувати #аχчs (1696) тымъ способомъ же вычистили хащу окресніи села и поставили церковъ #аψs (1706) и въ той церкви яже плакала икона Богородицы».
Через чотири роки після появи «Списку» громадян, які подарували своє майно на побудову монастирського храму в с. Кричево, в 1700 році був зроблений своєрідний реєстр нерухомого монастирського майна під назвою «Акт описи недвижимого имущества Кричевского монастыря».
Документ вперше знайомить нас із земельними угіддями, які належали монастирю. Буквально вже на початку своєї розбудови обитель мала чималі угіддя. В рукописі, який надписаний як «реєстр» майна монастиря мова йде про кілька лазів, наприклад перший був у «нижнѣхъ Кутѣхъ», земельні межі другого лазу зустрічалися біля «Броду», третій клаптик землі був «на груні Мига(л)я Лучино (го)», одна її половина була біля тернистої дороги в урочищі «Березувской», інша — за «Поточиновъ титувсковъ» у верхньому полі. Окремий клаптик землі у «Чургоша», ще один в Кричевському полі у «Штесть (Штець) Маряшы». Один лазок був між дорогою у Кутах, один біля урочища «Медвежий лаз», один у верхньому кінці села «на Кривули». В кінці рукопису є підписи чотирьох так званих «бизонтаґів» (охоронників) цих угідь: Шутко Мигаля (Михайла), Тотин Івана, Ференц Івана та Тотин Шимона.
У 1701 році був місцевим населенням разом зі священнослужителем був складений рукопис, який на своєму звороті надписаний, як «Перва фундація монастыря Кричовскаго». На титулі архівної справи він названий: «Письмо о дарении прихожанами земли для Кричевского монастыря». Датується документ 21.04.1701 року.
Рукопис зберігається на невеликому клаптику паперу. Написаний розмовною русинською мовою початку XVIII століття. Лист хоч і невеликий за обсягом, але досить інформативний. На його звороті є мокра червона невелика сургучна печатка, а біля неї підпис «Перва фундація монастыря Кричовскаго». Збоку, позаду і на початку — в переді є дата 21 квітня 1701 року. Отже, документ був складений вказаної дати і є першим фундаційним документом Кричевського монастиря. Вперше його дешифрований текст, як і переклад багатьох інших грамот та документів по історії Кричівської обителі був опублікований в 2013 році в науковому збірнику «Труди Київської Духовної Академії». Зауважимо також, що фундаторами в давні часи вважалися ті люди, які засновували монастир, дарували йому свої землі, угіддя, тощо. Фінансові ж благодітелі монастиря називалися ктиторами.
«Року Божия #aψa (1701): априля: ka (21): Вѣдомо чинимо кому о томъ вѣдати належитъ Строны манастыря Кричу(в)ского же панъ Ференцъ Меланинъ закупивъ оу Лукы Косдового [пудъ ?] манастыремъ землю котровъ землевъ дорога у межу изъ Кахънявъ нивовъ. Давъ за ню десятъ золотыхъ угорскыхъ :І: золотыхъ и придавъ (передав) ту землю манастыреви ко храму Всемильнаго (Всемирного) Возъдвижения Чеснаго и Животворящаго Креста же бы вѣчными часы манастырська была: а останокъ землѣ Лукы Косдового долу потокомъ коло [бега] (берега) а другым бокомъ идъ забережи Ленуська земля Лучина у серединѣ: тоту землю: азъ многогрѣшный єрей Петр Вуйбарюський [улу ємъ вудымуняв] (у Луки виміняв). Такъ же и я придавъ тую землю манастыреви вѣчными часы. А Луцѣємъ давъ у нижнюмъ поли ниву [пуля] (біля) той дорогы котра дорога иде вудъ головкы идъ забережи. Тота нива єсть изъ кычканувськовъ землевъ у межу. Кто бы мав нашу [ктому] казити: глоба: 24: золотѣ [нагай] (нехай) останетъ. Пудписуємеся на тото. Пупъ Петро. Рука власна. Ференц Меланин. Лука Косдувъ. Перва фундація монастиря Кричовскаго. 1701 априля 21» . 
З тексту випливає, що якийсь пан під іменем Ференц Меланин у 1701 році купив у Луки Косдового для Кричівського монастиря землю. У документі не вказується ані статус пана, ані його посада, ані його місце проживання. Однак, якщо він купував землю у Кричові, ймовірно він був Кричівський магнат. Хто такий був Лука теж не вказується. Земля, яку за 10 угорських золотих купив Ференц топографічно описана досить детально. Цією землею, вірніше через цю землю йшла дорога, яка межувала з «Кахняв» нивою. Можливо це була якась нива, яка належала якомусь Кахняю? Залишок землі Луки Косдового, що розташовувалася вниз по потоці, біля берега, біля Ленуської землі, ми припускаємо, священик Петро Вуйбарюський виміняв у Луки на інший участок землі і теж передав монастирю. Луці за цю землю отець Петро дав у нижньому полі ниву біля дороги, яка йде від Головки до берега. Ця нива, яка була виміняна священиком і передана Луці межувала на той час із Кичканівською землею. Знизу йде підпис перших фундаторів Кричівського монастиря. Священика Петра Вуйбарюського, Ференца Меланиного та Луки Косдового.
Далі йде вперше згадка про назву головного храму, а з нею і монастиря. Ця земля була передана Кричевському монастиреві «ко» храму Воздвиження Чесного і Животворящого Креста Господнього, щоб ця земля «у вічні часи» належала монастирю. Можна припустити, що головним храмом монастиря був — Хрестовоздвиженським, хоча вже йшла мова і про Богородичний храм, який був домовим храмом «хыжа в которой и служили, пак себі Церков справили». Однак, ми не знаємо про який власне храм іде мова? Скоріш за все про той, який будувався. «Списаніє» говорить, що повноцінний перший храм був збудований лише 1702 році.
Факт, який безапеляційно підтверджує думку про те, що Кричівський монастир в подальшій своїй історії все-таки називався по храму, до якого подарували землю в 1702 році — Хрестовоздвиженським, знаходимо в іншому рукописі. Мова йде про «Обращение настоятеля Кричевского монастиря к прихожанам в деле дарования зерна для монастиря», яке було написане трохи згодом, а саме 14 листопада 1725 року. В кінці цього звернення є перша, і поки що остання відома нам печатка Кричівського монастиря. На ній є напис: «Печать манастыря Воздвиженіа Чеснаго Креста Господняго. Кричово».
Таким чином огляд першоджерел показує нам, що Кричівський монастир був заснованим у 1696 році. Станом на 1702 рік обитель була ще не унійною. Вона володіла власними землями, та називалася на честь Воздвиження Хреста Господнього — Хрестовоздвиженською. Першим настоятелем монастиря став Петро в чернецтві Петроній Стойка, рідний брат святителя Іосифа, Мараморошського сповідника. Всі нововиявлені архівні документи початкового періоду становлення обителі, які були написані латиною, або ж слов'янською мовами є станом на 2019 рік переведені на сучасну українську мову, що значно полегшило наукові розвідки.

### Церква із с. Кричово в 1690
Церква із с. Кричово в 1690 р. перевезена до с. Ончешти (в Румунії, на південь від Сиготу), у в 1974 р. — до музею народної архітектури у Сиготі Марамороському, де еспонується і нині. Церква з Кричова-Онцештів, яка перебуває в теперішній час в Музеї народної архітектури в Сиготі, повинна увійти до скарбниці української сакральної архітектури як найдавніша збережена пам'ятка мармороського типу Закарпаття.

### Церква Різдва пр. Богородиці. 1867
У 1751 р. згадують дерев'яну церкву Різдва Пр. Діви Марії з «новопоставленою вежею, по розпаді першої; еще добре не окончена, не є благословенна. Образи всі нові… свіщники 4… Звони два, благословенні от еппа Дософея…»
Теперішню муровану церкву датують за написом на зворотному боці п'ятиярусного іконостаса: «Сей | Дом Божій | созданнъ 1867 года, въ время | Пароха Рішков Михаила | Оукрашеннъ 1898 го. въ время Паро | ха и в. м. Нитка Галушкай Іосифа». Заслуговує на увагу 3-метровий металевий хрест з ангелом, виготовлений 1802 р. Художник Василь Кризина оновлював у 1987 р. малювання вівтарної частини, а в 1988 — малювання нави.
У 1997 дерев'яну дзвіницю біля церкви замінено мурованою.
Старий Кричевський монастир було засновано 1693 р. парохом Петром Стойкою за допомогою селян із навколишніх сіл. П. Стойка поставив собі колибу і хрест на місці майбутньої церкви і взявся чистити ділянку, а потім попросив дозволу заснувати монастир у свого брата єпископа Стойки. Поки не було церкви, службу правили в коморі, подарованій немешом із Драгова Григорієм Рішком.
Невелику дерев'яну церкву збудували 1702 р. за кошти, зібрані селянами. Вояк, що звався Корніташ, дав на неї 200 німецьких золотих і після смерті був похований біля церкви. У церкві був образ пр. богородиці, що плакав 4 тижні, а в 1714 або 1715 р. архімандрит мукачівський Й. Годермарський передав його до Яґру. Відразу потому плакала інша ікона Богородиці і її за кричевського архімандрита Феофана Стойки взяли комендант хустського замку Куклендер та єпископ Досифей і поставили в замковій каплиці. У 1738 р. великий вітер вночі зняв з дзвінниці хрест і встановив його під вівтарем, що засвідчили ієромонахи Макарій Шугайда та Стойка. Престол і гробниця в церкві були дерев'яні, згадують один хрест над «царськими вратами» й інший, мальований. З двох дзвонів один подарував вояк Даниїл Годнодь. У 1788 р. книги і дзвони перенесли у кричівську церкву.

### Церква Різдва пр. Богородиці. 1939
Землю для спорудження цегляної церкви дав Юрій Кричфалуші, а ініціатором будівництва був архімандрит Вікентій. Зусиллями священика о. Петра Василькуна, що служить у селі від 1980 p., церкву збільшили і реконструйовано з 1985 до 1987 р.

## Школа
В селі Кричово школа була відкрита в 1817 році. З початку її відкриття вона працювала регулярно і ніколи не закривалась. Приміщення школи було збудовано за часів Австро-Угорщини 1817 році. При відкритті нової школи з 1914 по 1917 рік було організовано один клас-комплект і працював один вчитель. Початкова школа почала працювати на 1940 рік.

## Туристичні місця
На землях села, в урочищі «Одаров» розташовані гідрологічні пам'ятки природи місцевого значення Джерело № 1 і Джерело № 2
- древній монастир, кінця XVII століття.
- храм  Різдва пр. Богородиці. 1867
- храм  Різдва пр. Богородиці. 1939

## Галерея

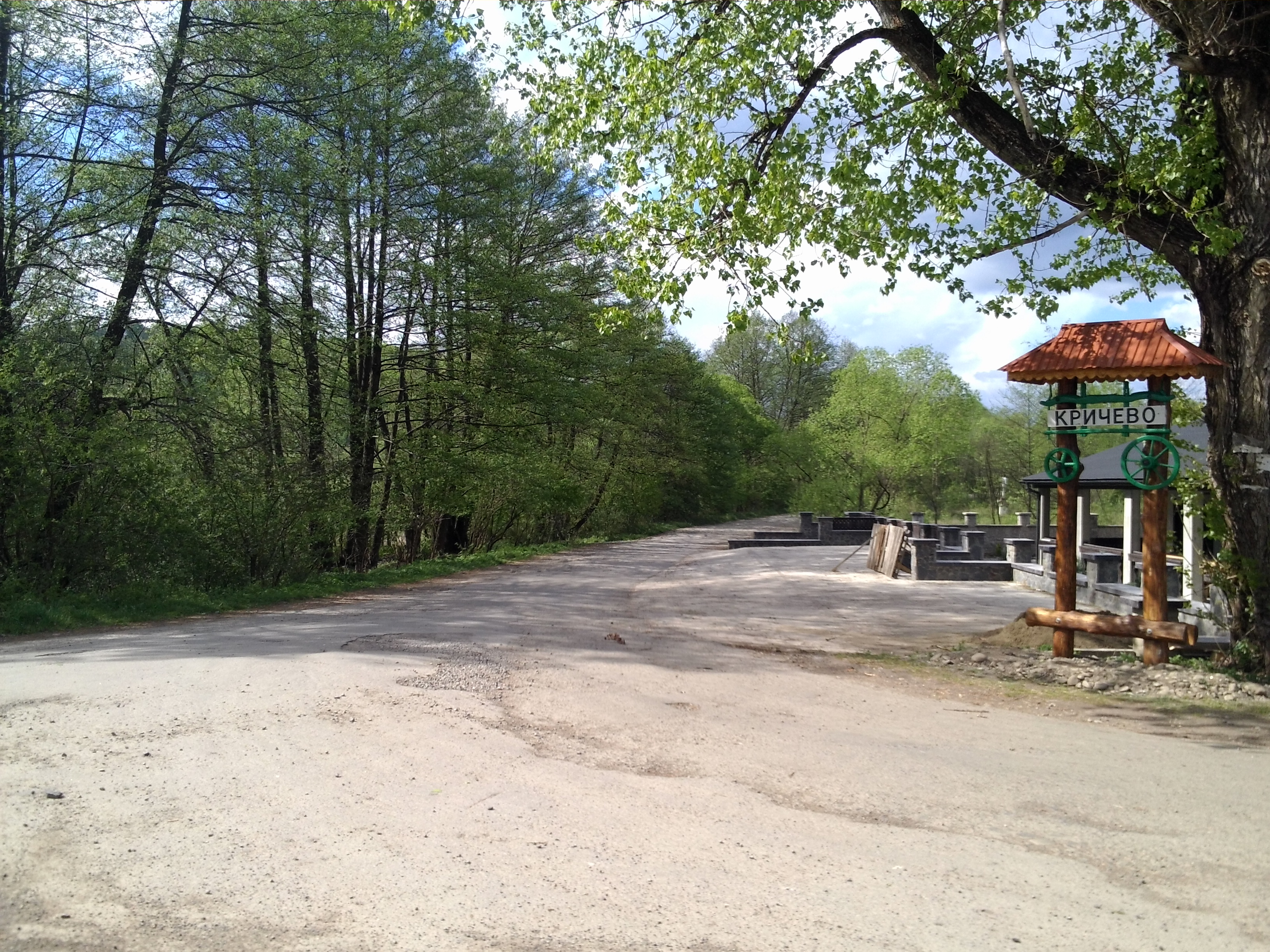
В'їзд до Кричово
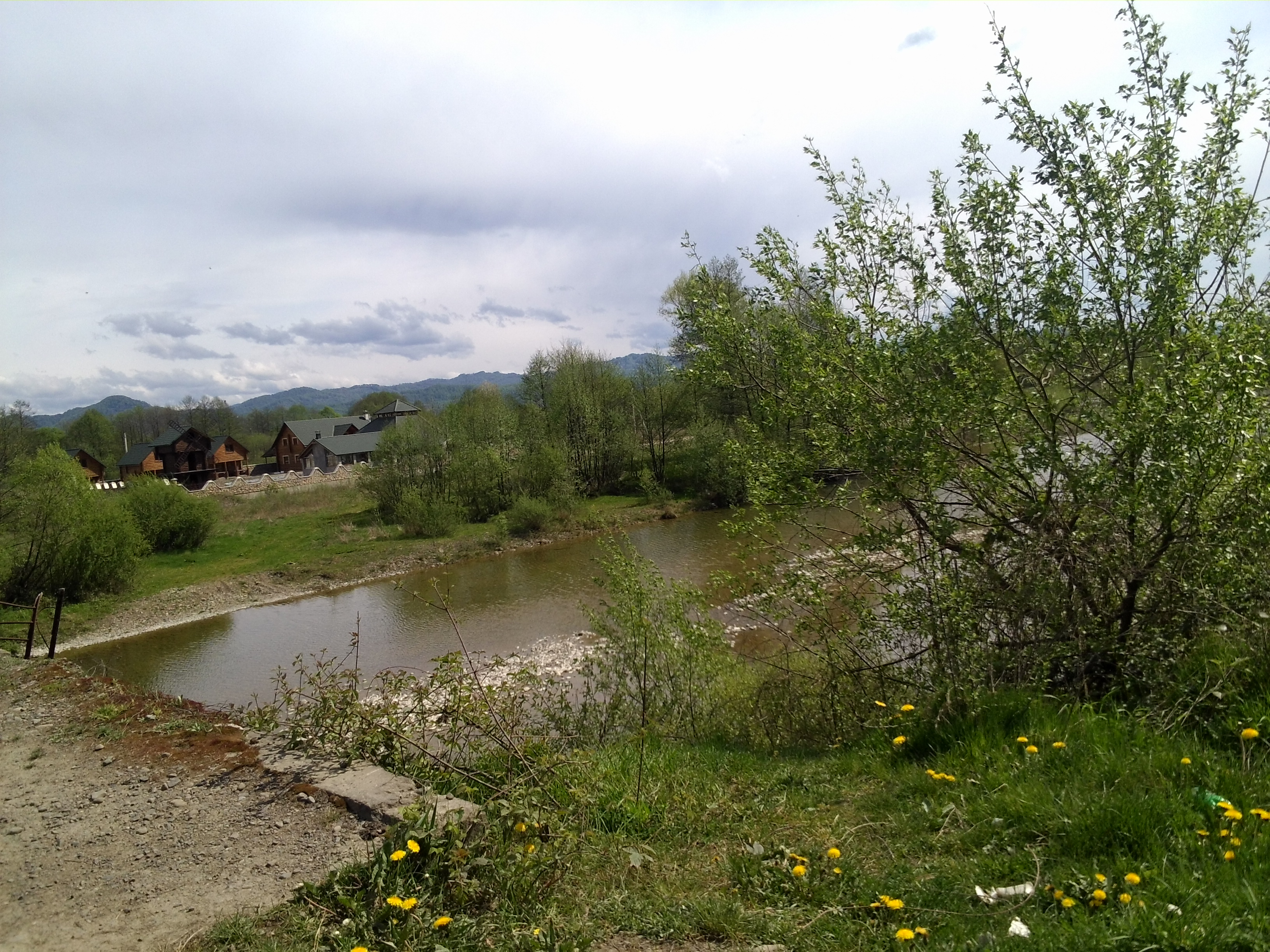
Річка Теребля поблизу села
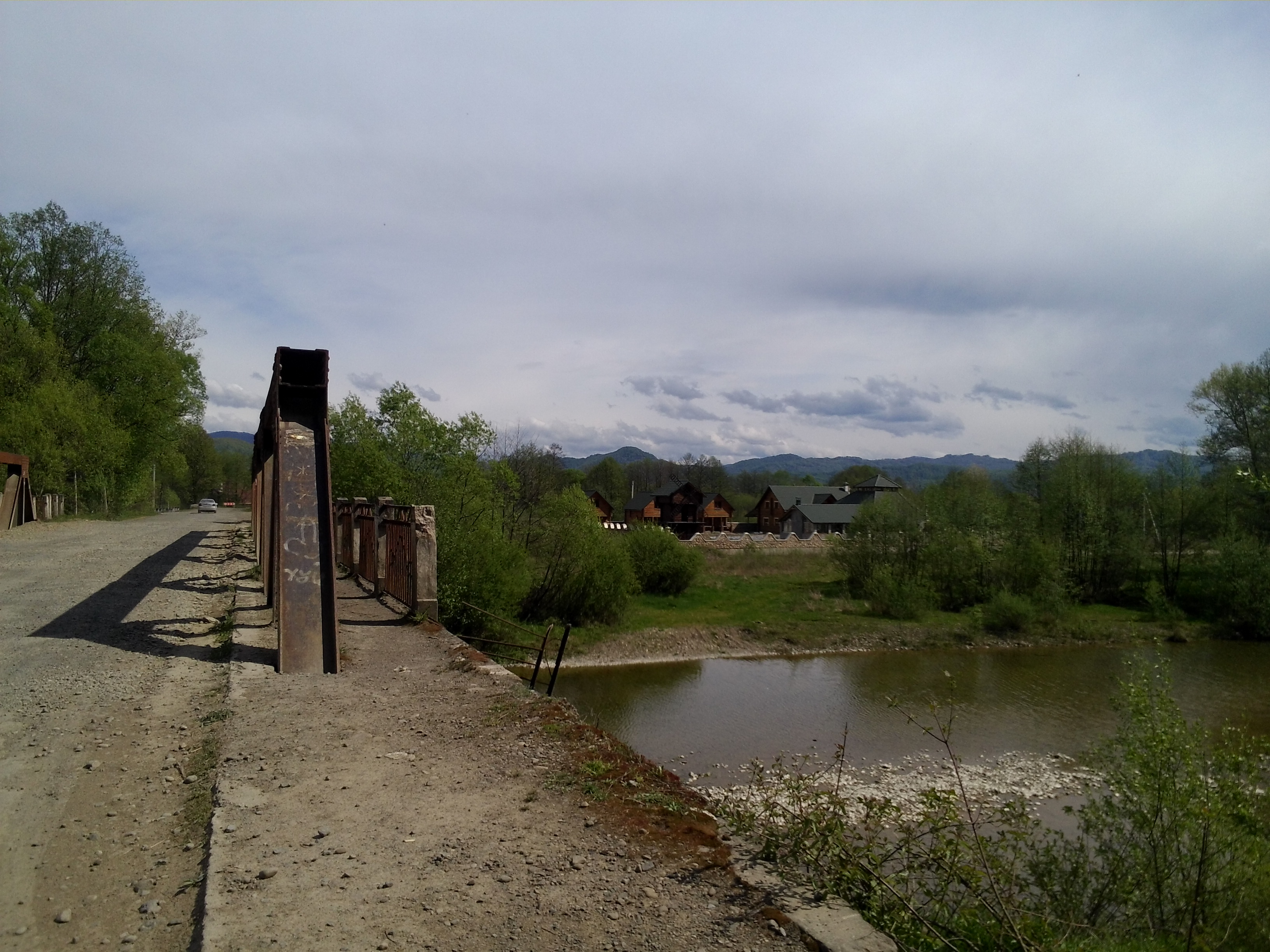
Міст через Тереблю на околиці села

## Відомі уродженці
- Стойко Степан Михайлович — доктор біологічних наук, професор, головний науковий співробітник Інституту екології Карпат НАНУ.